# Glomeroides seamay
Glomeroides seamay är en mångfotingart som beskrevs av Shear 1986. Glomeroides seamay ingår i släktet Glomeroides och familjen klotdubbelfotingar. Inga underarter finns listade i Catalogue of Life.